# Uwe-Jens Mey
Uwe-Jens Mey (Varsovia, Polonia, 13 de diciembre de 1963) es un deportista alemán que compitió para la RDA en patinaje de velocidad sobre hielo. 
Participó en tres Juegos Olímpicos de Invierno, entre los años 1984 y 1992, obteniendo en total tres medallas, dos en Calgary 1988, oro en 500 m y plata en 1000 m, y oro en Albertville 1992, en 500 m.
Ganó tres medallas de plata en el Campeonato Mundial de Patinaje de Velocidad sobre Hielo en Distancia Corta entre los años 1988 y 1991.

## Palmarés internacional
| Representando a la RDA                |                             |                  |                       |
| Juegos Olímpicos                      |                             |                  |                       |
| Año                                   | Lugar                       | Medalla          | Prueba                |
| 1988                                  | Calgary (Canadá)            | Medalla de oro   | 500 m                 |
| 1988                                  | Calgary (Canadá)            | Medalla de plata | 1000 m                |
| Campeonato Mundial en Distancia Corta |                             |                  |                       |
| Año                                   | Lugar                       | Medalla          | Prueba                |
| 1988                                  | West Allis (Estados Unidos) | Medalla de plata | Clasificación general |
| 1989                                  | Heerenveen (Países Bajos)   | Medalla de plata | Clasificación general |
| Representando a Alemania              |                             |                  |                       |
| Juegos Olímpicos                      |                             |                  |                       |
| Año                                   | Lugar                       | Medalla          | Prueba                |
| 1992                                  | Albertville (Francia)       | Medalla de oro   | 500 m                 |
| Campeonato Mundial en Distancia Corta |                             |                  |                       |
| Año                                   | Lugar                       | Medalla          | Prueba                |
| 1991                                  | Inzell (Alemania)           | Medalla de plata | Clasificación general |